# Briga
Briga je naselje v Občini Kostel.